# کریس کورلی
کریس کورلی (انگلیسی: Chris Cornelly؛ زادهٔ ۷ ژوئیهٔ ۱۹۷۶) بازیکن فوتبال اهل بریتانیا است.
از باشگاه‌هایی که در آن بازی کرده‌است می‌توان به باشگاه فوتبال رادکلیف بورو، باشگاه فوتبال استوک‌پورت کانتی، باشگاه فوتبال لینکولن سیتی، باشگاه فوتبال اشتون یونایتد، و باشگاه فوتبال استمفورد اشاره کرد.